# 迅鯨 (潜水母艦)
迅鯨（じんげい）は、大日本帝国海軍の潜水母艦。迅鯨型潜水母艦の1番艦。艦名は鯨の別名に由来する。日本海軍の軍艦としては御召艦・迅鯨に続いて2代目。

## 概要
日本海軍が三菱長崎造船所で建造した潜水母艦。廃艦になった八八艦隊の戦艦や巡洋戦艦の機関部を流用し、1923年（大正12年）8月30日に水雷母艦として竣工、翌年12月1日に潜水母艦へ類別変更された。姉妹艦・長鯨と共に、日本海軍が最初に保有した本格的潜水母艦である。
昭和時代に伊一型潜水艦などの大型潜水艦が充実すると能力不足が顕著となり、1938年（昭和13年）以降は新型潜水母艦の大鯨や剣埼に潜水戦隊旗艦を譲り、長鯨とともに練習艦や工作艦になった。だが大鯨が空母龍鳳に、剣埼が空母祥鳳に改造されたため、迅鯨・長鯨とも再び潜水戦隊旗艦に返り咲いた。1940年（昭和15年）11月15日、迅鯨は第四艦隊麾下の第七潜水戦隊旗艦となった。
太平洋戦争開戦時には、引続き第四艦隊隷下の第七潜水戦隊旗艦であった。おもにトラック泊地に停泊し、麾下の呂号潜水艦を支援した。1942年（昭和17年）7月14日、第七潜水戦隊は新編の第八艦隊に編入され、迅鯨もラバウルに進出した。1943年（昭和18年）1月上旬、内地に帰投する。1月15日より第七潜水戦隊旗艦を長鯨に譲り、以後は瀬戸内海で潜水艦部隊の練習艦として過ごした。同年末には長鯨も内海西部に帰投し、共に練習艦任務に従事した。
1944年（昭和19年）になると、迅鯨型も輸送任務に投入された。9月19日、迅鯨は沖縄方面輸送作戦に従事中、米潜水艦の雷撃を受けて大破する。沖縄本島の本部半島西端沖の瀬底島で係留中、10月中旬に米軍機動部隊艦載機の攻撃を受けて沈没した（十・十空襲）。

## 艦歴

### 建造経緯
迅鯨型は、大正時代になり大型化・高性能化する潜水艦の母艦として、八八艦隊案の水雷母艦として計画された。ワシントン軍縮条約により八八艦隊は建造中止となったが、迅鯨型は軍縮化の新軍備計画の一部として建造されることになった。また民間技術者と建造能力維持のため、2隻（迅鯨、長鯨）とも三菱長崎造船所での建造になった。この際、軍縮下で建造費を節約するため、八八艦隊主力艦用として製造されていたボイラー（艦本式ロ号混燃罐）を流用した。当初計画では、迅鯨のボイラー6基は天城型巡洋戦艦4番艦高雄用のものを流用予定だった。
迅鯨は1921年（大正10年）2月17日、日本海軍は建造予定の水雷母艦を迅鯨（ジンゲイ）と命名する。3月3日、建造予定の迅鯨を水雷母艦に類別した。1922年（大正11年）2月16日、三菱長崎造船所は艦船3隻（迅鯨、川内、第三駆逐艦(朝風)）を同時に起工した。
1923年（大正12年）5月4日、迅鯨は進水した。同年8月30日、水雷母艦として竣工した。佐世保鎮守府籍となった。9月1日に関東大震災が発生し、迅鯨も救援任務に投入された。10月1日、第一艦隊麾下の第一潜水戦隊に編入される。同年12月1日、末次信正少将（当時、軍令部第一課長）が第一潜水戦隊司令官に就任する。当時の一潜戦は、防護巡洋艦筑摩、迅鯨、第4潜水隊、第6潜水隊であった。

### 太平洋戦争以前
1924年（大正13年）12月1日の改訂で水雷母艦の類別は潜水母艦と変更され、迅鯨もそのまま移行し、名実共に潜水母艦となった。当時の第一潜水戦隊は、軽巡洋艦北上、迅鯨、第6潜水隊、第24潜水隊、第26潜水隊となった。末次少将（第一潜水戦隊司令官）は革新的訓練指導をおこない、訓練終了後の研究調査は迅鯨（旗艦兼母艦）で行われた。主に中国方面で活動した。
昭和に入り伊号潜水艦（巡潜型）や水上速力が20ノットを越える海大潜が潜水戦隊の主力となると、呂号潜水艦の潜水戦隊旗艦・母艦を想定していた迅鯨型では能力不足となった。このため潜水戦隊旗艦には5,500トン型巡洋艦（軽巡由良、鬼怒、五十鈴など）や新型の潜水戦隊用巡洋艦（大淀型）が配備もしくは建造された。また迅鯨型の艦齢も15年を超え、旧式化が顕著になった。新鋭潜水母艦の大鯨、剣埼が相次いで竣工すると、潜水戦隊旗艦の座を譲る。1938年（昭和13年）9月4日、第一潜水戦隊旗艦は迅鯨から伊号第七潜水艦に変更された。翌5日、第一潜水戦隊に大鯨が編入され、同艦は9月8日より第一潜水戦隊旗艦となった。迅鯨は9月15日より第五艦隊付属第2根拠地隊に配備された。1939年（昭和14年）11月より練習艦となり、航海学校（運用術練習艦）、兵学校、機関学校生徒用の練習艦として重宝される。また日中戦争では工作艦としても利用されたという。
しかし新鋭潜水母艦3隻（大鯨、剣埼、高崎〈未完成、のちの瑞鳳〉）は有事の際に空母へ改造する予定であり、この3隻は順次軽空母へ改造される。新鋭潜水母艦の空母改装計画により、迅鯨型2隻（迅鯨、長鯨）は翌年11月から再び潜水戦隊旗艦に戻ることとなる。さらに事前の予定どおり、大型貨客船を徴傭して特設潜水母艦とした。
なお、迅鯨型2隻は1940年（昭和15年）10月11日に横浜港沖で行われた紀元二千六百年特別観艦式に参加した。同年11月15日、日本海軍は第四艦隊を増強する。第十八戦隊（鹿島〈第四艦隊旗艦〉、天龍、龍田）、第十九戦隊（沖島、常磐）、第六水雷戦隊（軽巡夕張、第29駆逐隊、第30駆逐隊）等に加えて、迅鯨と呂六十型潜水艦9隻で第七潜水戦隊が編成され、迅鯨は同潜水戦隊旗艦となった（司令官佐藤勉少将）。1941年（昭和16年）1月29日に横須賀を出港し、南洋方面に進出する。以後、第七潜水戦隊は第四艦隊各隊・各艦と共に中部太平洋方面で行動した。

### 太平洋戦争前期
1941年（昭和16年）12月の太平洋戦争開戦時、迅鯨はひきつづき第四艦隊（司令長官井上成美中将、独立旗艦「鹿島」）麾下の第七潜水戦隊（母艦〈迅鯨〉、呂六十型潜水艦9隻、第26潜水隊、第27潜水隊、第33潜水隊）旗艦であった。南洋部隊指揮官（第四艦隊司令長官井上成美中将）の任務は、ウェーク島攻略、グアム島攻略、ギルバート諸島占領、ハウランド島方面掃蕩であり、南洋部隊潜水部隊も各作戦に投入された。迅鯨はクェゼリン環礁に進出し、潜水艦作戦の支援を行った。第七潜水戦隊司令官（南洋部隊潜水部隊指揮官）として迅鯨に将旗を掲げていた大西新蔵少将は、呂六〇型潜水艦の艦内環境は最悪で、南洋での長期行動には堪えられなかったと回想している。また迅鯨乗組員の錬度も低く、前任が戦艦長門の艦長だった大西少将は「潜水艦育ちの人達には、凡そ縁遠い訓練なるが如く、司令官自ら砲戦を主宰するの要なり」と述べている。ウェーク島攻略作戦実施中、第七潜水戦隊は呂号第62潜水艦と呂号第66潜水艦の衝突事故により、呂66号を喪失した。12月29日、ウェーク島攻略戦に参加していた呂号第60潜水艦は任務を終えてクェゼリンに帰投したが、同環礁の外北端で座礁する。迅鯨（第七潜水戦隊旗艦）は直ちに出動して救難を試みたが成功せず、呂60号は処分された。呂60号の全乗組員は迅鯨に移乗した。
1942年（昭和17年）1月7日、迅鯨はトラック泊地に到着した。同月中旬以降、第七潜水戦隊（第27潜水隊、第33潜水隊）はトラック泊地を出撃する。南洋部隊（第六水雷戦隊、第六戦隊、第十八戦隊、第十九戦隊）等によるニューブリテン島のラバウルとニューアイルランド島のカビエン攻略作戦を支援し、また同方面の哨戒に従事した（ラバウルの戦い）。2月1日に米空母ヨークタウンとエンタープライズがマーシャル諸島を空襲した際には、トラック泊地に停泊しており無事だった。

2月20日、空母レキシントンを基幹とする第11任務部隊がラバウル東方に出現したため、トラック泊地の南洋部隊主隊（鹿島、沖島、第六戦隊、第十八戦隊など）は対応のため出撃する（ニューギニア沖海戦）。迅鯨もトラック泊地を出撃し、23日に帰投した。2月27日、迅鯨はトラック泊地を出港、ポナペ、クェゼリン、サイパン方面で行動した。3月28日にサイパンを出発、4月1日横須賀に到着した。
4月10日、日本海軍は第二段作戦に対応して戦時編制の改訂を実施する。姉妹艦長鯨が旗艦を務めていた第六潜水戦隊は解隊され（長鯨は呉鎮守府部隊編入）、同隊所属だった第21潜水隊が第七潜水戦隊に編入された。第七潜水戦隊（迅鯨、第21潜水隊、第26潜水隊、第33潜水隊）は、引き続き第四艦隊に所属して作戦行動をおこなう。この時点で作戦従事中の隊は、第21潜水隊だけであった。4月18日、アメリカ海軍はドーリットル空襲を敢行する。迅鯨は横浜浅野ドックで同空襲に遭遇した。迅鯨に被害はなかった。
4月22日には横須賀へ移動した。5月2日に横須賀を出港、5月9日トラック泊地に進出する。以降、南洋部隊潜水部隊として麾下潜水隊を率い、トラック方面の警備に従事した。6月5日付で第七潜水戦隊司令官は大西少将から吉富説三少将に交代した。
7月14日に第八艦隊が新編され、第七潜水戦隊は同艦隊に編入された。軍隊区分では第八艦隊は外南洋部隊となった。また第七潜水戦隊は「迅鯨」、第十三潜水隊、第二十一潜水隊にかわった。当時の迅鯨は、トラック泊地に停泊していた。
8月7日、米軍はツラギ島およびガダルカナル島に上陸を開始、ガダルカナル島の戦いがはじまる。8月10日、迅鯨はトラック泊地を出動する。8月13日にラバウルへ進出、以後は同地で作戦支援を行った。8月21日、連合艦隊は第三潜水戦隊（当時、外南洋部隊指揮下で行動中）と第七潜水戦隊（外南洋部隊所属）を先遣部隊（第六艦隊）に編入、潜水艦部隊の統一指揮を下令した。この命令により、第七潜水戦隊は先遣部隊（指揮官小松輝久第六艦隊司令長官、旗艦「香取」）の指揮下で行動することになった。

9月時点での第七潜水隊は、旗艦迅鯨の他、第13潜水隊（伊121、伊122）、第21潜水隊（呂34）となった。
10月4日の連合艦隊命令作第25号により、先遣部隊指揮官（第六艦隊司令長官、旗艦香取）は兵力部署を改定、第七潜水戦隊は丁潜水部隊となった。11月8日、迅鯨はラバウルを出航した。11月11日、トラック泊地に到着した。丁潜水部隊は整備をおこなう。12月15日、呂号第百潜水艦は呉潜水戦隊から第七潜水戦隊に編入される。呂百型潜水艦の配備にともない、酸素魚雷の調整設備をもった長鯨の第七潜水戦隊編入がきまった。

### 太平洋戦争中期以降
1943年（昭和18年）1月6日、迅鯨（丁潜水部隊指揮官＝第七潜水戦隊司令官座乗）は内地回航となる。指揮官不在の間、丁潜水部隊は先遣部隊指揮官（第六艦隊長官）の直率部隊となった。1月13日、迅鯨は呉に帰投した。1月15日、第七潜水戦隊旗艦は長鯨に変更され、同艦はトラック泊地経由でラバウルに進出した。迅鯨は呉鎮守府練習潜水隊に編入され、海軍潜水学校練習艦として瀬戸内海での訓練に従事した。4月1日、呉潜水戦隊は戦時編制から除かれ、第一艦隊隷下の第十一潜水戦隊が新造潜水艦の訓練と練成任務を継承した。
10月16日、迅鯨は呉を出航する。潜水艦の雷撃により損傷した給糧艦間宮の曳航作業を実施することになった。間宮は朝風丸に曳航されて佐伯に到着しており、迅鯨は間宮曳航を引き継ぐ。駆逐艦追風や潮、海防艦壱岐等に護衛され、17日に同地を出発、19日呉に入港した。
11月1日、日本海軍は呉軍港で未完成のまま放置されていた改鈴谷型重巡洋艦伊吹（第300号艦）の空母改造工事を佐世保海軍工廠で実施することを通達した。迅鯨は伊吹の曳航を担当することになった。11月中旬、海防艦「壱岐」などに護衛され、迅鯨は伊吹を曳航して呉から佐世保へと移動する。呉から関門海峡を抜け、九州北岸を回る航路であった。11月22日、佐世保に到着した。
11月25日、第十一潜水戦隊は第六艦隊（旗艦香取）に編入され、兵力部署では第十一潜水部隊となる。12月1日、潜水艦乗組員急速大量養成のため、迅鯨や呂号第五百潜水艦などにより呉潜水戦隊が再編された。迅鯨は呉潜水戦隊旗艦となった。また迅鯨はコンクリート船や甲標的など他部隊の実験や訓練に協力することもあった。同年末には長鯨も瀬戸内海に帰投し、迅鯨型は共に練習艦任務に従事した（長鯨は第十一潜水戦隊所属）。
1944年（昭和19年）7月28日、大本営海軍部（軍令部）は大海指第438号により連合艦隊と呉鎮守府から軍艦4隻（長良、長鯨、鹿島、迅鯨）を佐世保鎮守府の麾下に加え、第二航空艦隊（司令長官福留繁中将）の南西諸島方面物資輸送を命じた。これにより、各艦は沖縄方面への輸送任務に就く。第四海上護衛隊より、駆潜艇と駆逐艦「海威」が護衛についた。迅鯨型2隻は、南西諸島方面と呉・佐世保を三往復する。この時、沖縄に配備される特殊潜航艇甲標的の輸送もおこなった。
同任務中の8月7日、長良は米潜水艦クローカーの雷撃で沈没した。また8月22日には米潜水艦ボーフィンにより対馬丸が沈没した。迅鯨型も、学童や教師の疎開に協力したという。
9月18日、迅鯨隊（迅鯨、第58号駆潜艇）と長鯨隊（長鯨、海威）は第四回沖縄方面輸送のため佐世保港を出港し那覇に向かった。9月19日午前9時15分、アメリカ潜水艦（スキャバードフィッシュ）の雷撃により航行不能となる。戦死者23名であった。長鯨の護衛を切り上げてかけつけた海威に曳航され、迅鯨は沖縄本島西の瀬底島まで曳航された。途中、浮上潜水艦に対し8cm高角砲で応戦して撃退した。

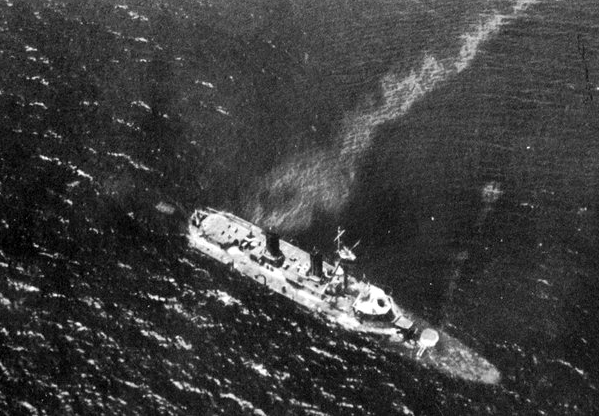
十・十空襲で撃沈された迅鯨

日本海軍は大型艦による迅鯨曳航を検討していたが、その前にアメリカ軍の攻撃を受ける。10月10日、迅鯨はアメリカ第38任務部隊による十・十空襲に遭遇して沈没した。水深10メートル地点のため上部構造物は水面上に出ており、数日間燃え続けたという。この空襲では迅鯨とともに、海威や敷設艇鷹島なども撃沈された。
上陸した迅鯨の生存者は、病院船高砂丸などで沖縄から本土に帰投した。迅鯨の船体は1952年（昭和27年）2月17日からサルベージ作業を開始、7月7日に浮揚。9月1日に門司到着、その後北九州で解体された。解体に先立ち、菊花御紋章は厚生省復員局に還納の上、靖国神社へ奉納された。

## 兵装の変遷
航空機は1930年（昭和5年）度より一四式水上偵察機を1機搭載した。射出機は搭載されず、デリックで水上に降ろして運用していた。1940年（昭和15年）ころには九四式水上偵察機を搭載していたらしい。太平洋戦争中の練習艦時代には、水上偵察機関連の装備を全て撤去していたとされる。
8cm高角砲2基は1940年（昭和15年）ころ25mm機銃連装2基と交換された。ただし。迅鯨乗組員は1944年（昭和19年）でも艦中央部両舷に8cm高角砲が装備されていたと回想し、実際に発射訓練をおこなったという。大戦中の機銃増備は明らかでないが、艦橋前に25mm機銃連装1基、艦橋両舷に13mm連装機銃を装備した。その他、同単装機銃10挺を増備していたとされる。25mm単装機銃を装備していなかったという乗組員の証言もある。1944年（昭和19年)5月下旬には、呉海軍工廠で21号電探を前部マストのトップに装備した。また新造潜水艦に爆雷攻撃を体験させるため、艦尾付近に訓練用の爆雷投下台を備えていた。訓練用の九三式水中聴音機も装備している。

## 年表
- 1921年（大正10年）2月17日、命名[41]。
  - 3月3日、水雷母艦に類別[42][188]。
- 1922年（大正11年）2月16日 三菱長崎造船所にて起工[189]。
- 1923年（大正12年）5月4日 進水。
  - 8月30日 竣工、佐世保鎮守府籍。
  - 10月1日 第一艦隊・第一潜水戦隊編入[49]。
- 1924年（大正13年）12月1日 水雷母艦から潜水母艦に艦種変更[16]。引き続き第1潜水戦隊所属。
- 1925年（大正15年）12月1日 軽巡洋艦由良を第1潜水戦隊に編入、迅鯨と共に第1潜水戦隊所属[190]。
- 1926年（昭和2年）6月20日、由良は第1潜水戦隊からのぞかれ、第三戦隊に編入（阿武隈、鬼怒、由良）[191][192]。
  - この後、第1潜水戦隊は迅鯨と潜水隊のみで編制される
- 1933年（昭和8年）11月1日 軽巡洋艦由良を第2潜水戦隊に編入[192]、同潜水戦隊旗艦となる[193][194]。
  - 11月15日 第二艦隊・第2潜水戦隊旗艦[194][注釈 12]
  - 昭和8年度、昭和9年度の第2潜水戦隊は、由良・迅鯨・3コ潜水隊で編制[196]。
- 1934年（昭和9年）1月24日 第2潜水戦隊旗艦を迅鯨から軽巡洋艦由良に変更[197]。
  - 11月15日 予備艦となる。第2潜水戦隊は由良・長鯨・3コ潜水隊で再編[198]。
  - この時期、迅鯨は復元性向上のための改装を受けたと推定される。
- 1935年（昭和10年）11月15日 第一艦隊・第1潜水戦隊旗艦[199][注釈 13]
- 1936年（昭和11年）12月1日 第二艦隊・第2潜水戦隊旗艦[201][注釈 14]
- 1937年（昭和12年）12月1日[2] 第一艦隊・第1潜水戦隊旗艦[203][注釈 15]
- 1938年（昭和13年）9月4日 第1潜水戦隊旗艦を伊号第7潜水艦に変更[62]（9月8日より潜水母艦大鯨）[64]。
  - 9月15日 第5艦隊付属第2根拠地隊。
  - 12月15日 予備艦になる。
- 1939年（昭和14年）6月1日 横須賀鎮守府籍へ転籍。
  - 11月15日 練習艦になる。
- 1940年（昭和15年）11月15日 第4艦隊・第7潜水戦隊旗艦となる[205]。
- 1941年（昭和16年）12月8日 開戦時はクェゼリンで作戦支援。
  - 12月29日 座礁した呂60の乗員を救助。
- 1942年（昭和17年）7月14日 第8艦隊第7潜水戦隊に編入。以降ラバウル方面へ進出。
- 1943年（昭和18年）1月15日 呉鎮守府部隊に編入、海軍潜水学校練習艦となり訓練に従事[206]。
  - 10月16日から19日 航行不能の間宮の救助作業に従事する。
  - 11月中旬 呉軍港から佐世保港まで、未完成艦伊吹を曳航する[207]。
  - 12月1日 呉潜水戦隊に編入される。
- 1944年（昭和19年）8月11日 呉港を出港し南西諸島方面の輸送作戦に従事
  - 9月19日 4回目の輸送作戦で佐世保から那覇へ向かう途中、潜水艦の雷撃を受け航行不能、沖縄本島へ曳航される。
  - 10月10日 沖縄本島西岸の瀬底島付近で敵機の攻撃を受け沈没（十・十空襲）[34]。
  - 11月10日 除籍。
- 1952年（昭和27年）2月17日 浮揚作業開始。
  - 7月7日 浮揚。
  - 9月6日 北九州市戸畑港に回航され解体着手[14]。

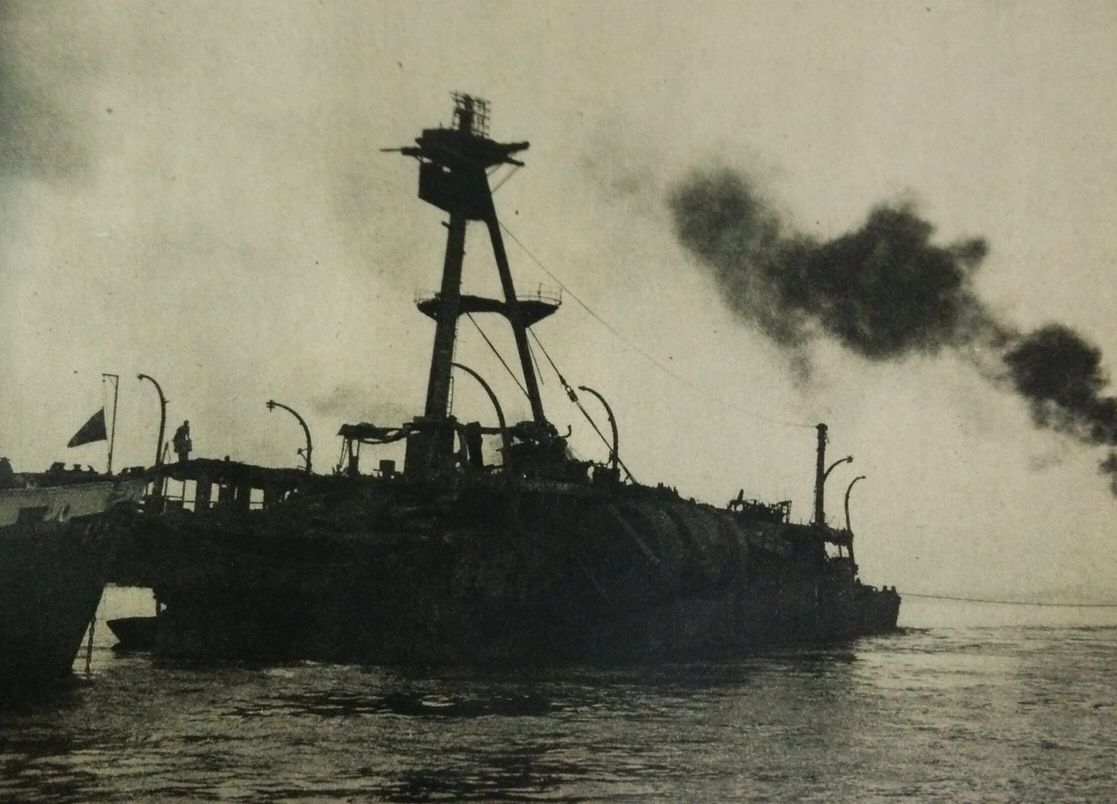
浮揚され関門海峡を曳航される迅鯨（1952年）。
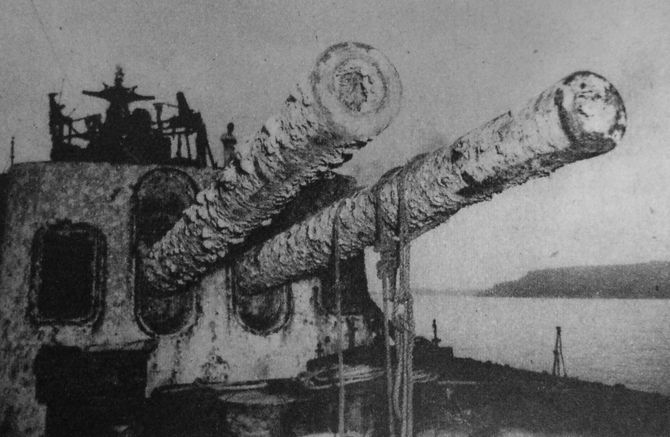
牡蠣殻に覆われた砲身。
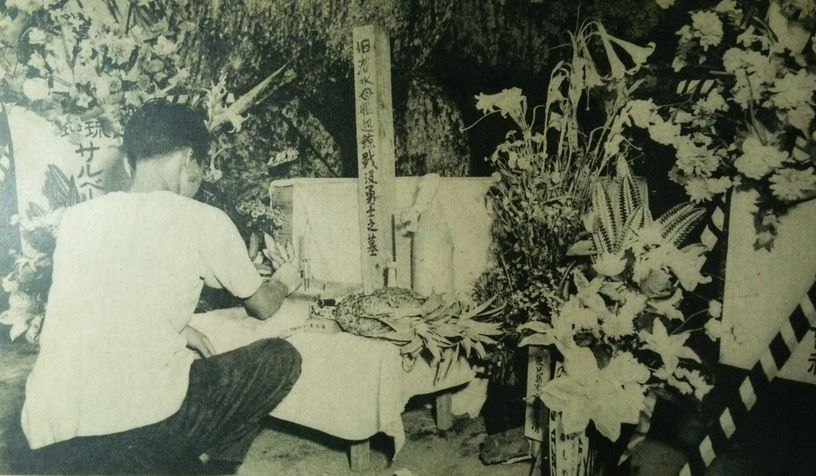
浮揚された迅鯨の甲板上に、臨時に設置された戦没者慰霊台。
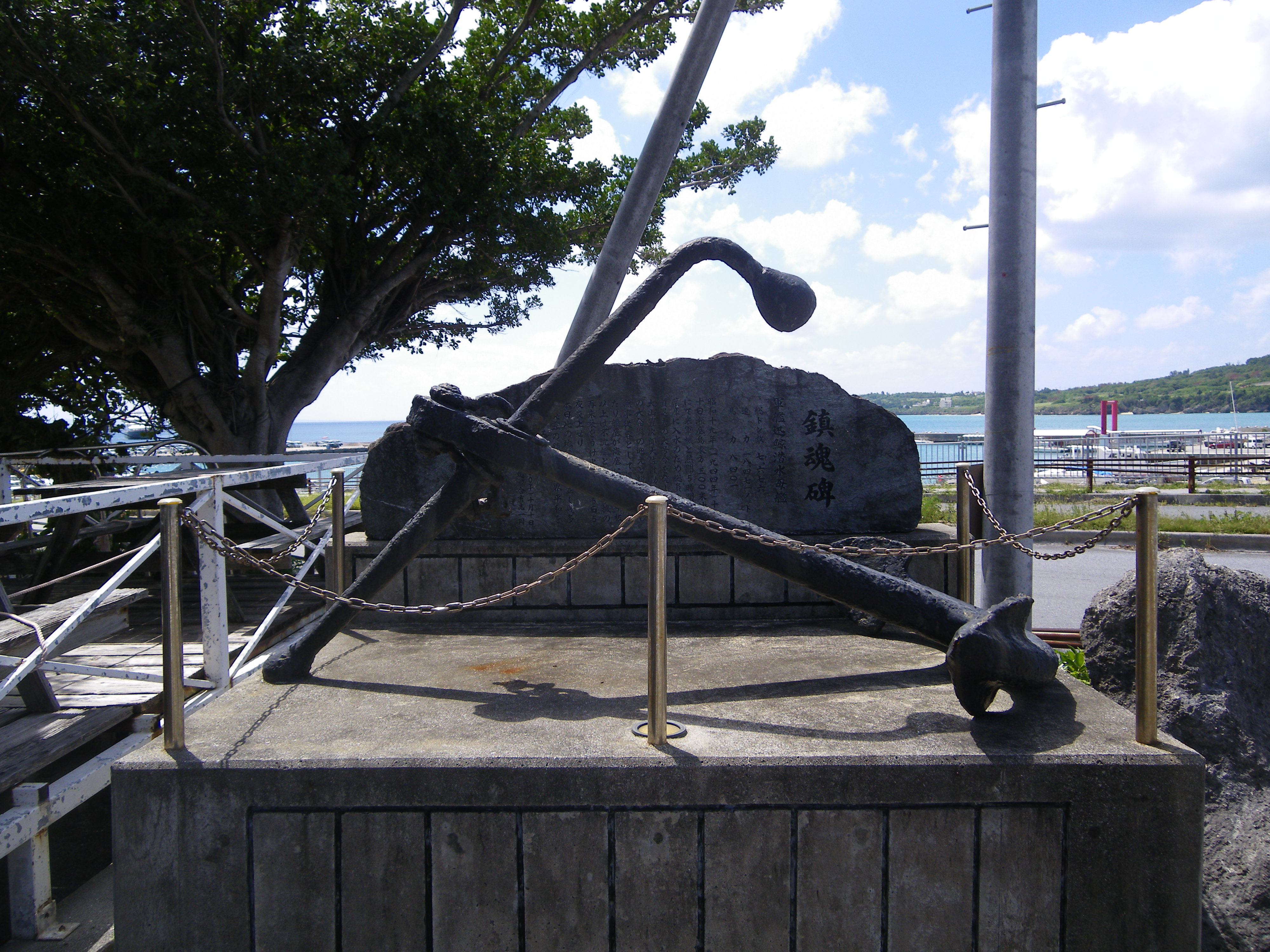
迅鯨鎮魂碑。沖縄県本部町にて。

## 歴代艦長
※『艦長たちの軍艦史』195-197頁、『日本海軍史』第9巻・第10巻の「将官履歴」及び『官報』に基づく。

### 艤装員長
1. 神代護次 大佐：1923年5月1日 - 1923年8月30日[208]

### 艦長
1. 神代護次 大佐：1923年8月30日[208] - 1924年12月1日
2. 高崎親輝 大佐：1924年12月1日 - 1925年10月20日
3. 瀧田吉郎 大佐：1925年10月20日 - 1926年11月1日
4. 小森吉助 大佐：1926年11月1日 - 1927年11月15日
5. 和波豊一 大佐：1927年11月15日 - 1928年12月10日
6. 河村重幹 大佐：1928年12月10日 - 1929年10月3日[209]
7. 出光万兵衛 大佐：1929年10月3日 - 1929年11月30日
8. 寺本武治 大佐：1929年11月30日 - 1930年11月15日
9. 大崎義雄 大佐：1930年11月15日 - 1931年11月14日
10. 小松輝久 大佐：1931年11月14日 - 1932年12月1日
11. 鋤柄玉造 大佐：1932年12月1日 - 1933年10月20日
12. 樋口修一郎 大佐：1933年10月20日 - 1934年10月9日[210]
13. 加藤正 大佐：1934年10月9日 - 1934年10月22日
14. 樋口修一郎 大佐：1934年10月22日 - 1935年11月15日
15. 蓑輪中五 大佐：1935年11月15日 - 1936年12月1日
16. 岡敬純 大佐：1936年12月1日 - 1937年12月1日
17. 古宇田武郎 大佐：1937年12月1日 - 1938年12月15日
18. 山崎助一 大佐：1938年12月15日 - 1939年11月15日
19. 渡辺清七 大佐：1939年11月15日 - 1940年10月19日
20. 佐藤四郎 大佐：1940年10月19日 - 1942年4月20日
21. 大倉留三郎 大佐：1942年4月20日 -
22. 佐藤敬三 大佐：1943年9月8日 -
23. 大山豊次郎 大佐：1944年2月5日 -